# Course en arrière

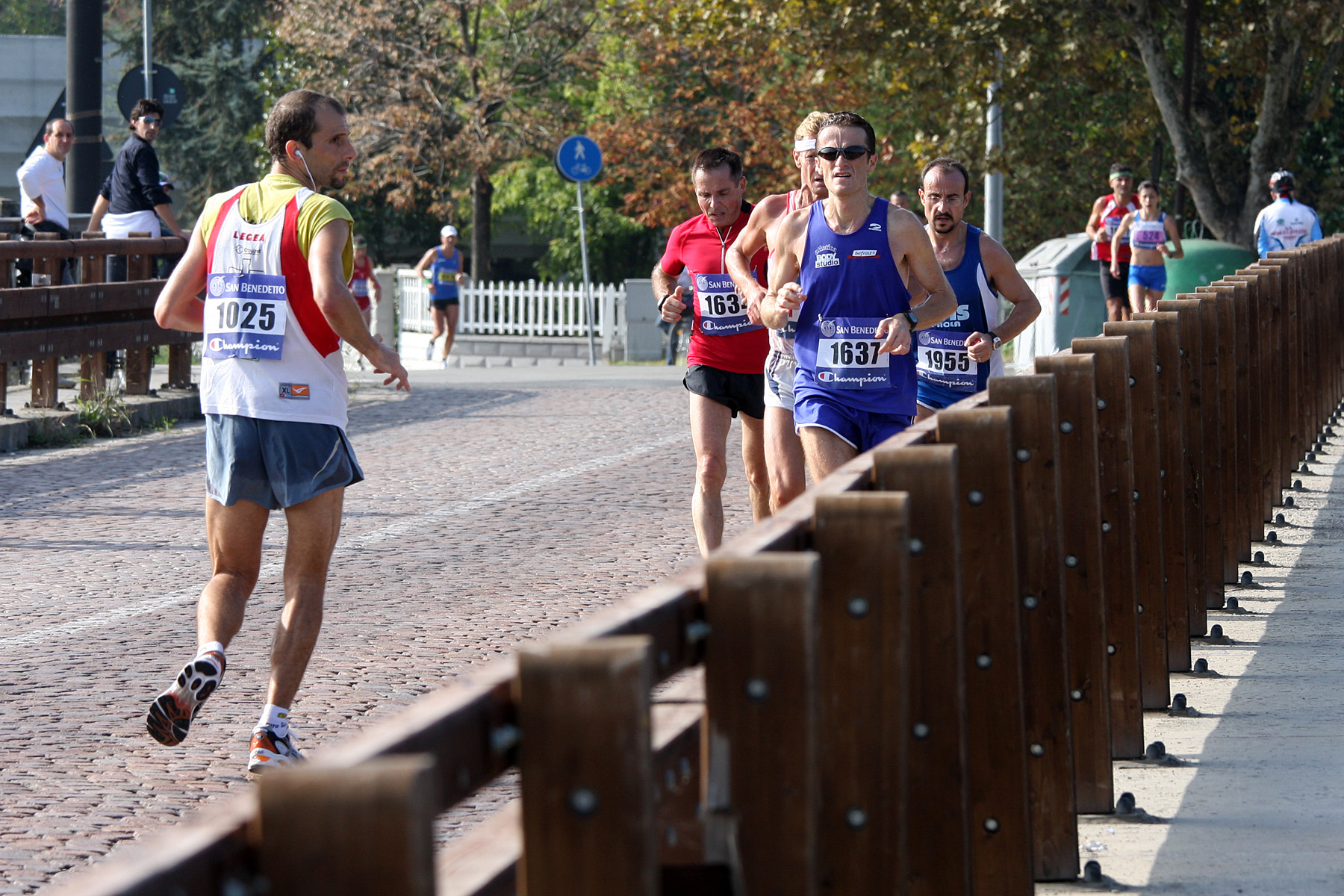
Un coureur marchant en arrière.

La course en arrière (également connu sous son nom anglais retro running) est une course à pied qui se pratique en tournant le dos à la direction de la progression.

## Records
Depuis le 23 avril 2023, Guillaume de Lustrac, un conseiller en développement durable français de 29 ans, détient le record du monde du marathon en arrière : avec un temps de 3 h 25 établi à Saint-Paul-lès-Romans, il bat le précédent record (3 h 38) de l’Allemand Markus Jürgens en 2017.

## Intérêts
D'après plusieurs études, courir en arrière permettrait de brûler davantage de calories,. Elle permettrait également de réduire des douleurs aux genoux. Une alternance avec la course ordinaire permettrait d'améliorer son endurance,.

## Culture populaire
- Le film Reverse Runner (en)